# دادار دادخت
دادار دادخت دانشمند ایرانی و یک موبد زرتشتی بوده که در زمان شاپور اول زندگی کرده است. در دو کتاب از او نام برده شده است و مطالب آن نوشته خود او می‌باشد. کتاب راسته آموزه پزشکی مغان که در اصل کتابی است که به پزشکی زرتشتی و پزشکی مغان می‌پردازد و کتب دوم دبستان مازدیسنی است. در کتاب راسته او را موبد موبدان دوران شاپور ساسانی معرفی کرده است.

## اصالت شخصیت
در برخی از متنون از او به عنوان دادار ابن دادخت نام برده شده است. کلمه ابن یک واژه عربی است، ولی مشخص است که نام گذاری پس از اسلام برای او وضع گردیده است. ویرایشگران کتاب راسته رهام اشه و مسعود میرشاهی معتقدند که او همان تنسر، موبد پرقدرت زمان شاپور است. دو دلیل برای این دیدگاه می‌توان ذکر کرد.
1. شاپور خود از خانواده مذهبی رشد کرده بود و با گرایش زرتشتی توانست حکومت اشکانیان را فرو ریزد و نظام شاهنشاهی ساسانی را بنیان نهد. همکاری شاپور و تنسر که تئوریسین نظام دیدنی امپراتوری ساسانی بود آنقدر در هم تنیده بود که به سختی می‌توان پذیرفت که فردی به جز تنسر بتواند مقام موبد موبدان را به خود اختصاص دهد.
2. دادار به معنی پروردگار است و دادخت نامی زنانه محسوب می‌شود. این نام متعارف نیست و احتمالاً به دلیل بی سلیقگی در رونویسی تغییر شکل یافته است. این دو ویرایشگر در کتاب خود عنوان کرده‌اند که چند تغییر نوشتار دادار در خط پهلوی آن را به تنسر تبدیل می‌کند.

اما می‌توان فرض کرد که سن تنسر بسیار بیش از شاپور بوده است و احتمالاً دادار دادخت شاگرد تنسر بوده که پس از او به منصب موبد موبدان رسیده است. موضوعات تقویت کننده این دیدگاه تفاوت ماهوی وزن آثار تنسر با دادار داخت می‌باشد. دو اثر تنسر که آثار نامهٔ تَنْسَرْ به گُشْنَسْبْ و متن فارسی میانه دینکرد می‌دانیم (تنسر آن را ترجمه کرده است) با وزن نویسنده کتاب دبستان مازدیسنی برابری ندارد پس می‌توان نتیجه گرفت که دادار دادخت پس از تنسر به مقام موبد موبدان رسیده است.

## آثار و نوشته‌ها
راسته آموزه پزشکی مغان: که در اصل مناظره دادار داخت، موبد موبدان با حکمرانی رومی است که در آن به بررسی تطبیقی نظام پزشکی زرتشتی گری با نظام پزشکی یونانیان می‌پردازد. در این مناظره دادخت تأکید می‌کند که در حمله اسکندر به ایران کتب این سرزمین به یونان برده شد و ترجمه گردید و از آن دانش یونانی شکل گرفت. اما اختلاف میان دانش یونانی و دانش زرتشتی را در این می‌داند که مبانی زرتشتی گری در ترجمه‌ها به خوبی درک نشد. بر این اثر چند نقد وارد می‌کنند. اول اینکه رد میان اثر چند جا برای نامیدن اشخاص بلند مرتبه از واژه علیه السلام استفاده شده است که نشان می‌دهد در زمان رونویسی‌های دوباره، کاتبها پیرایه‌هایی را به آن افزوده‌اند. ایراد دوم در مورد معادل‌هایی است که در کتاب آمده است. به‌طور مثال دادخت می‌گوید که فروهر معادل روح طبیعی در زبان تازی (عربی) است. آنچه مسلم است این است که مفهوم روح طبیعی در زمان شاپور اول در زبان تازی وجود نداشته است و اصولاً این اتفاق در دوران نهضت ترجمه که حدود سیصد و پنجاه سال بعد آغاز شد در زبان عربی ورود پیدا کرد. این موارد می‌تواند از اصالت این اثر بکاهد یا اینکه فرض کرد که کاتبان بخشهایی بر آن افزوده‌اند. اما این موضوع موجب نمی‌شود که اصل این تطابق مورد انکار قرار بگیرد. به عبارت دیگر با توجه به اینکه روح طبیعی معادل یونانی دارد، شاید منظور راستار همان مفهوم یونانی آن باشد.
دبستان مازدیسنی: که در آن به ذکر رسوم و سنتهای آیینی در زمان ساسانیان و دین زرتشت می‌پردازد. پرداختن به جشن باد بره در سالهای اخیر موجب شده است که این اثر با دیگر مورد توجه ارجاع پژوهشگران قرار گیرد. این جشن یکی از موضوعات کتاب دبستان مازدیسنی است. در این کتاب آمده است که مردم دادار دادخت را راستار می‌نامیدند.